# Аграматизъм
Аграматизмът е форма на експресивна афазия, която се проявява в невъзможност за използване на речта според граматическите правила. Хората с аграматизъм имат „телеграфна реч“, т.е. реч с опростен тип формиране на изречения, при което функционални думи могат да бъдат изпуснати, нещо твърде подобно на изреченията в телеграфните съобщения. В същото време речевите дефицити при аграматизма са езиково специфични, това означава, че аграматична реч в един език може да бъде представена типологично различно от такава на друг. Съответно грешките при аграматизма зависят от степента на афазия. Има най-различни степени, като при по-тежките случаи се наблюдава почти пълна липса на правилен говор и дори невъзможност за повтаряне на правилно формулирани в граматичен аспект изречения. Става дума за грешки във времената на глаголите, например, числото (множествено или единствено) и граматическия род. Пациентите се затрудняват да конструират изречения, които включват някакви елементи на движение, като изречения с пасивни конструкции (специфично в английския език), въпроси с Wh (какво, как, къде, и т.н.) или сложни изречения.
До определена възраст аграматизма е нормален при децата, но ако продължи и след 4-годишна възраст, тогава той става симптом, който може да се дължи на забавено развитие на речта, дължащо се на умствено изоставане. Също така се среща и при олигофрениите. Аграматизъм се наблюдава при много синдроми на умствени заболявания, включително афазия на Брока и травма на мозъка.
Аграматизмът може да се появи вследствие на намален слух, а и при наличието на афазия, която може да доведе до разпадане на структурата на речта. В тези случаи получава името параграматизъм, поради факта, че езикът е бил усвоен и след това е започнало разпадането на структурата му.